# République metróállomás
A République egy metróállomás Franciaországban, Párizsban a párizsi metró 3-as, 5-ös, 8-as, 9-es és 11-es metróvonalán. Tulajdonosa és üzemeltetője a RATP.

## Metróvonalak
Az állomást az alábbi metróvonalak érintik:
- 3-as metróvonal
- 5-ös metróvonal
- 8-as metróvonal
- 9-es metróvonal
- 11-es metróvonal

## Kapcsolódó állomások
A metróállomáshoz az alábbi állomások vannak a legközelebb:
- Temple (Pont de Levallois - Bécon, 3-as metróvonal)
- Parmentier (Gallieni, 3-as metróvonal)
- Oberkampf (Place d’Italie, 5-ös metróvonal)
- Jacques Bonsergent (Bobigny – Pablo Picasso, 5-ös metróvonal)
- Strasbourg – Saint-Denis (Balard, 8-as metróvonal)
- Filles du Calvaire (Pointe du Lac, 8-as metróvonal)
- Strasbourg – Saint-Denis (Pont de Sèvres, 9-es metróvonal)
- Oberkampf (Mairie de Montreuil, 9-es metróvonal)
- Arts et Métiers (Châtelet, 11-es metróvonal)
- Goncourt (Rosny-Bois-Perrier, 11-es metróvonal)